# Mondragon (Vaucluse)
Mondragon es una comuna (municipio) de Francia, en la región de Provenza-Alpes-Costa Azul, departamento de Vaucluse, en el distrito de Aviñón y cantón de Bollène.
Su población en el censo de 2007 era de 3.548 habitantes.
Está integrada en la Communauté de communes Rhône - Lez - Provence.

## Demografía
| 1936  | 1954  | 1962  | 1968  | 1975  | 1982  | 1990  | 1999  |
| ----- | ----- | ----- | ----- | ----- | ----- | ----- | ----- |
| 1.713 | 1.845 | 1.945 | 2.592 | 2.399 | 2.913 | 3.118 | 3.363 |

La aglomeración urbana se limita a la propia comuna.
- Datos: Q381345
- Multimedia: Mondragon / Q381345